# عبیدالله بن علی
عبیدالله بن علی بن ابی‌طالب یکی از پسران علی بن ابی‌طالب است. مادر وی لیلی بنت مسعود است. خاندان مادرش از مسعود بن خالد بن ثابت بن ربعی بن سلمی بن جندل بن نهشل بن دارم می‌باشد. وی ملقب به ابوعلی بوده و به ابن نهشلیه نیز خوانده می‌شده‌است.

## تاریخ
از تاریخ تولد وی گزارشی نقل نشده‌است، اما با استفاده از اینکه در واقعه مزار کشته شده باشد، تاریخ مرگش سال ۶۷ ه‍.ق بوده و از آنجا که در سن ۵۰ سالگی وفات کرده، تولدش باید در سال ۱۷ ه‍.ق رخ داده باشد. در منابع از زندگانی وی چندان گزارش‌هایی نقل نشده‌است، و آنچه از وی گزارش شده، سبب شده تا تاریخ‌نگارن دربارهٔ وی نظر یکسانی نداشته باشند. از جمله مواردی، که به عنوان بی‌احترامی عبیدالله نسبت به علی بن ابی‌طالب گزارش شده، در زمان وصیت کردن علی بن ابی‌طالب به فرزندانش بود که سبب شد تا وی به طعنه با پسرش عبیدالله صحبت نماید. در این گفتگو علی بن ابی‌طالب به عبیدالله می‌گوید: «کأنّی بک وقد وجدت مذبوحاً فی فسطاطک لا یدری من قتلک» یعنی: «گویا می‌بینم که در بستر خود سر بریده افتاده‌ای و دانسته نمی‌شود که چه کسی تو را کشته‌است».
=== در حکومت مختار ===.‌
‍
وی در دوران حکومت مختار ثفقی در عراق، از حجاز به کوفه آمد و مختار او را زندانی کرد و پس از مدتی وی را آزاد نمود. پس از آزادی به سمت مصعب بن زبیر، عامل برادرش عبدالله در عراق رفت و توسط وی گرامی داشته شد. در این دوران برخی از بنی تمیم به نزد او آمدند و با وجود کراهت وی از پذیرش بیعت، با وی بیعت کردند. عبیدالله بن علی به بنی تمیم توصیه کرد که در این امر عجله نکنند. مصعب از بیعت کردن بنی تمیم با وی باخبر شد و او را احضار کرد، و عبیدالله سوگند یاد کرد که او چنین چیزی را نخواسته‌است؛ مصعب نیز این را پذیرفت. سرانجام عبیدالله بن علی در نبرد رودخانه یا جنگ مذار که بر ضد مختار ثقفی و با فرماندهی مصعب برنامه‌ریزی شده بود شرکت کرد و در همین معرکه کشته شد. دربارهٔ قاتل وی نیز اختلاف شده‌است، برخی قاتل وی را ابن حدیث نوشته‌اند. در این بین مسعودی و ذهبی، وی را از یاران مختار دانسته‌است. به اعتقاد برخی، مصعب بن زبیر او را بر اساس یک توطئه به قتل رساند تا هم وی را از سر راه خود بردارد و هم با مرگ وی، علیه مختار توطئه دیگری بچیند. با کشته شدن وی، شعار کذاب بودن مختار، جان دوباره‌ای گرفت.

### از کشتگان کربلا
بنابر آنچه شیخ مفیددر الارشاد و طبری در تاریخ خود بیان می‌کنند، عبیدالله بن علی، از کشته‌شدگان در واقعه کربلا بوده‌است. ابوالفرج اصفهانی نیز کشته شدن وی را نقل کرده ولی آن را قبول نمی‌کند. مجلسی نیز این قول را نمی‌پذیرد و قاتل عبیدالله را مختار ثقفی می‌داند. این احتمال داده شده که وی با برادرش عبدالله بن علی اشتباه شده و به غلط از جمله شهدای کربلا ذکر شده‌است.

## زیارتگاه
برای عبیدالله بن علی زیارتگاهی در منطقه مذار و بین شهر عزیر و قلعه صالح و پانزده کیلومتری شهر صالح از توابع استان میسان، کنار یکی از شاخه‌های فرعی دجله، وجود دارد. این زیارتگاه در زمان آبادانی و رونق شهر مذار، مورد توجه اهالی محلی بود و پس از مخروبه شدن شهر مذار، این زیارتگاه نیز قریب به ۶۵۰ سال متروکه باقی ماند تا اینکه در قرن هجدهم میلادی توسط جماعتی از قبیله عنزه بکری عدنانی، آن را ترمیم و احیاء نمودند. بنای فعلی این بقعه مستطیل شکل و مساحتش ۲۶۰ متر می‌باشد. بر روی مزار نیز ضریحی فولادی قرار گرفته‌است.

## عمر بن علی
برخی چون دینوری و ذهبی، بر این باورند که عبیدالله بن علی، همان عمربن علی است.